# St. Ilgen (Sulzburg)
St. Ilgen ist ein Ortsteil der Stadt Sulzburg im Landkreis Breisgau-Hochschwarzwald in Baden-Württemberg.
Das kleine Winzerdorf, ein bäuerlicher Weiler mit etwa 90 Einwohnern, liegt etwa einen Kilometer westlich von Laufen im Markgräflerland, rund 25 Kilometer südwestlich von Freiburg.

## Geschichte
Als Dorf und Gemeinde wird der Ort unter dem Namen St. Gylien erstmals 1323 erwähnt, die Kirche aber schon im Jahr 1089 - er gehörte zur Vogtei Laufen, deren Schicksal er teilte: Unter der Herrschaft von Badenweiler kamen beide Dörfer 1503 an die Markgrafschaft Baden und wurden deshalb protestantisch. Vor dem Dreißigjährigen Krieg sollen Laufen und St. Ilgen zusammen 338 Einwohner gehabt haben, von denen am Ende nur 10 Erwachsene und 3 Kinder übrig geblieben sein sollen; danach erfolgte Zuwanderung vor allem aus dem Gebiet der Schweiz.
Am 1. Januar 1974 wurde die Gemeinde Laufen unter Bildung eines Ortschaftsrats in die Stadt Sulzburg eingemeindet.
Im Ort befand sich ein Meierhof der Äbte von St. Trudpert, die seit 1144 dort und in Laufen Güter besaßen. Ein Patrizierhaus ist auf die Malteser aus Heitersheim zurückzuführen, die ihren Grundbesitz in Laufen und Britzingen von hier aus verwalteten. Zwei Häuser weisen schöne Türeinfassungen aus dem 18. Jahrhundert auf.

## Sehenswürdigkeiten
- Kirche St. Ägidius, evangelische Pfarrkirche aus dem 13./14. Jahrhundert

Kirche St. Ägidius in St. Ilgen
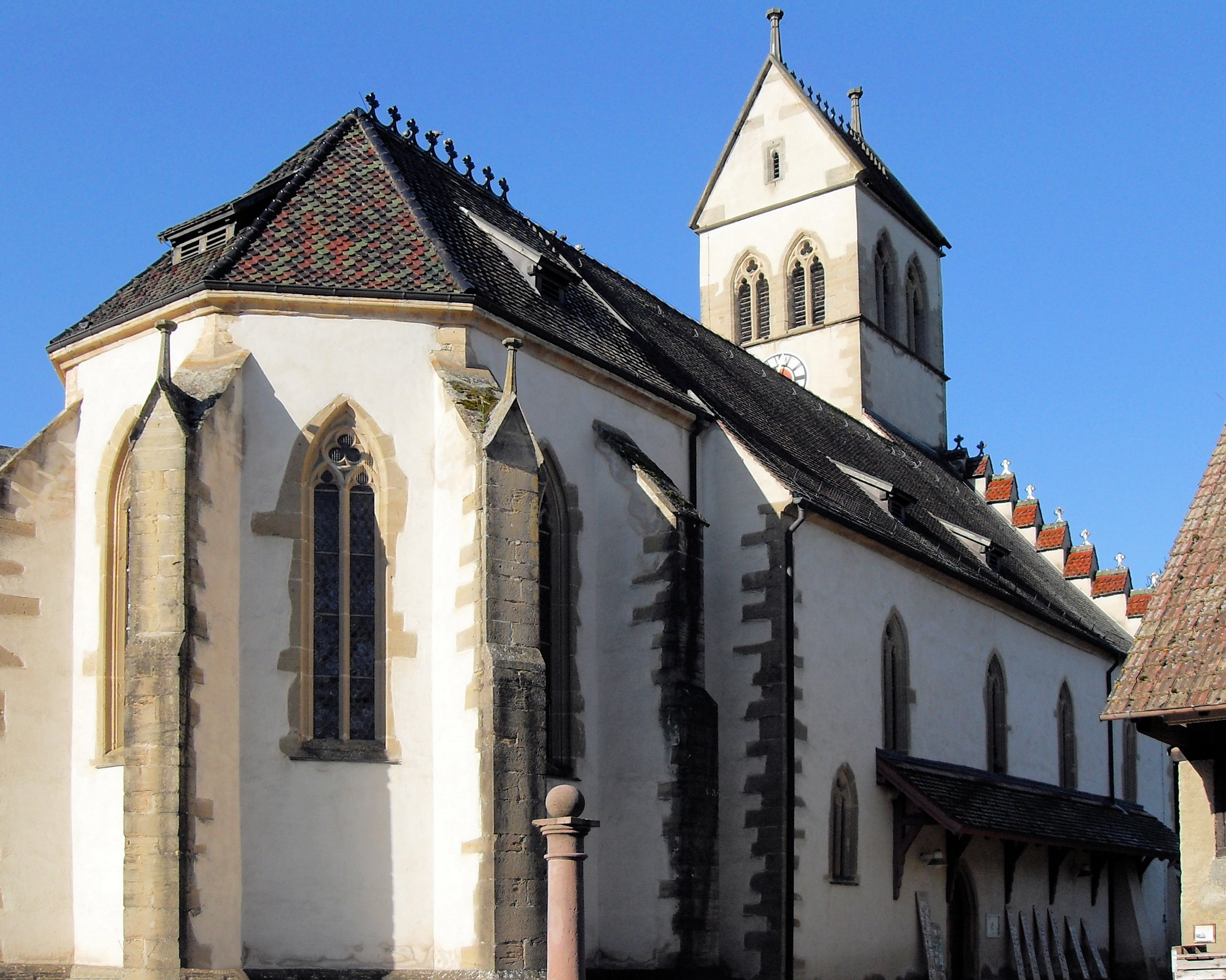
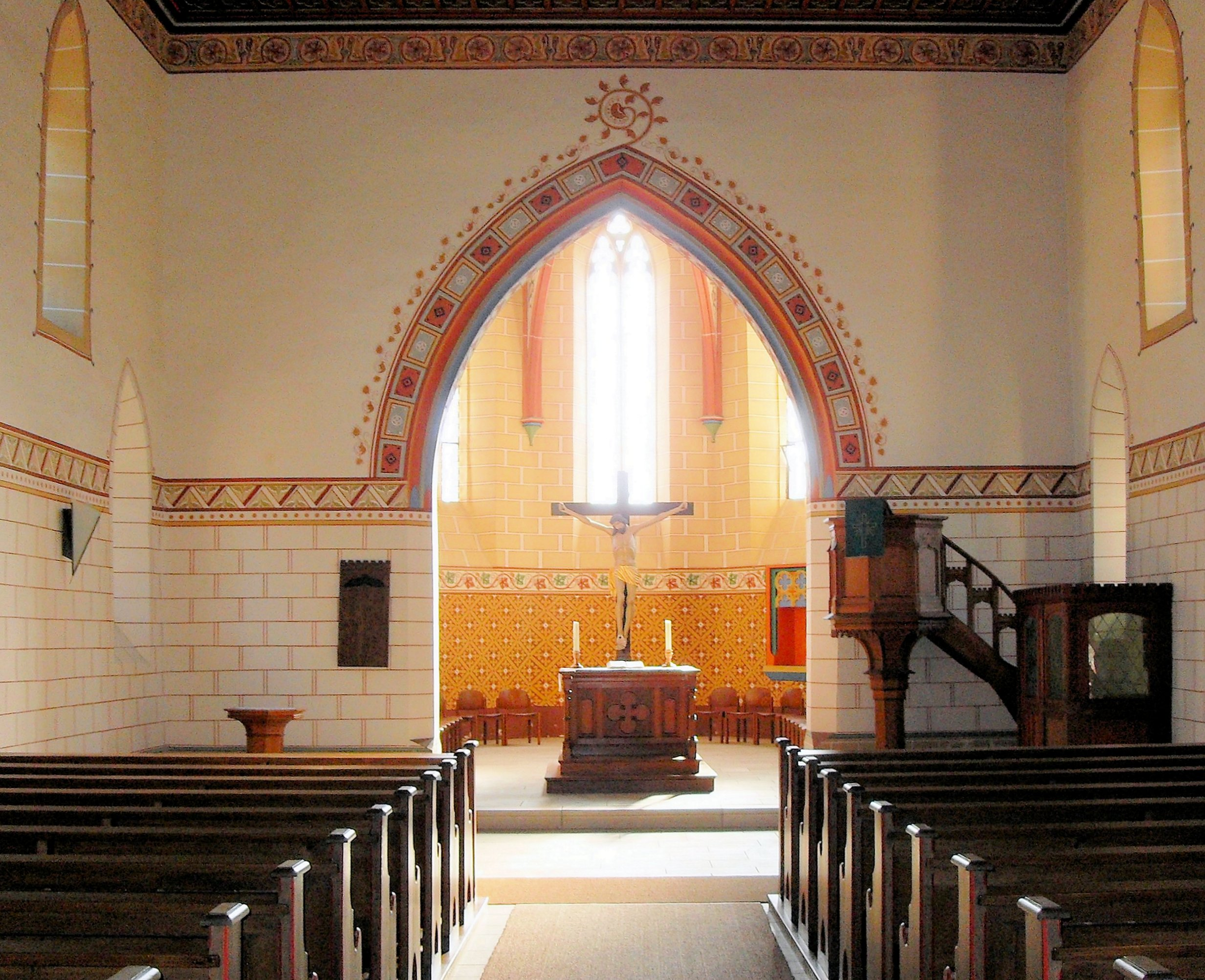